# أليكساندر رودريغوس سواريس
أليكساندر رودريغوس سواريس (8 مايو 1990 في البرازيل - ) هو لاعب كرة قدم برازيلي في مركز الدفاع.

## وصلات خارجية
- أليكساندر رودريغوس سواريس على موقع قاعدة بيانات كرة القدم.إي يو (الإنجليزية)
- أليكساندر رودريغوس سواريس على موقع Soccerway.com (الإنجليزية)